# Anoplischius boraceiensis
Anoplischius boraceiensis là một loài bọ cánh cứng trong họ Elateridae. Loài này được Casari-Chen & Costa miêu tả khoa học năm 1992.